# A Fistful of Alice
Albums de Alice Cooper
Classicks
(1995) He's Back
(1997)
A Fistful of Alice est le troisième album live d'Alice Cooper. Il a été réalisé en 1997, et fut enregistré en 1997. Alice dit avant la chanson Desperado qu'il a écrit cette chanson en hommage à Jim Morrison, qui est mort en 1971, la même année que l'écriture de la chanson. Sur certains morceaux de l'album, Slash joue la guitare (à la suite de la collaboration d'Alice Cooper à une chanson de  l'album Use Your Illusion I de  Guns N' Roses), Rob Zombie chante et Sammy Hagar joue la guitare. La dernière chanson, Is Anyone Home?, est un enregistrement studio enregistré pour cet album.
L'album a été réédité sous le nom Live At Cabo Wabo '96 en 2005.

## Liste des titres

### Version américaine
1. School's Out (featuring Sammy Hagar) - 4:21
2. I'm Eighteen – 3:47
3. Desperado – 4:10
4. Lost in America (featuring Slash) - 4:14
5. Teenage Lament '74 - 3:28
6. I Never Cry - 3:53
7. Poison - 4:50
8. Billion Dollar Babies – 3:21
9. Welcome to My Nightmare – 4:59
10. Only Women Bleed (featuring Slash) – 6:48
11. Feed My Frankenstein (featuring Rob Zombie) – 4:29
12. Elected (featuring Rob Zombie and Slash) – 5:00
13. Is Anyone Home? – 4:21

### Version britannique
1. School's Out (featuring Sammy Hagar) - 4:21
2. Under My Wheels - 3:29
3. I'm Eighteen – 3:47
4. Desperado – 4:10
5. Lost in America (featuring Slash) - 4:14
6. Teenage Lament '74 - 3:28
7. I Never Cry - 3:53
8. Poison - 4:50
9. No More Mr. Nice Guy - 3:01
10. Welcome to My Nightmare – 4:59
11. Only Women Bleed (featuring Slash) – 6:48
12. Feed My Frankenstein (featuring Rob Zombie) – 4:29
13. Elected (featuring Rob Zombie) – 5:00
14. Is Anyone Home? – 4:21

### Version japonaise
1. School's Out (featuring Sammy Hagar) - 4:21
2. Under My Wheels - 3:29
3. I'm Eighteen – 3:47
4. Desperado – 4:10
5. Lost in America (featuring Slash) - 4:14
6. Teenage Lament '74 - 3:28
7. I Never Cry - 3:53
8. Poison - 4:50
9. Bed of Nails - 3:48
10. Clones - 3:00
11. No More Mr. Nice Guy - 3:01
12. Billion Dollar Babies – 3:21
13. Welcome to My Nightmare – 4:59
14. Only Women Bleed (featuring Slash) – 6:48
15. Feed My Frankenstein (featuring Rob Zombie) – 4:29
16. Elected (featuring Rob Zombie& Slash) – 5:00
17. Is Anyone Home?" – 4:21

### Version australienne
1. School's Out (featuring Sammy Hagar) - 4:21
2. Under My Wheels - 3:29
3. I'm Eighteen – 3:47
4. Desperado – 4:10
5. Lost in America (featuring Slash) - 4:14
6. Teenage Lament '74 - 3:28
7. I Never Cry - 3:53
8. Poison - 4:50
9. No More Mr. Nice Guy - 3:01
10. Bed of Nails – 3:48 (provient de la version britannique)
11. Only Women Bleed (featuring Slash) – 6:48
12. Feed My Frankenstein (featuring Rob Zombie) – 4:29
13. Elected (featuring Rob Zombie) – 5:00
14. Is Anyone Home? – 4:21

## Composition du groupe
- Alice Cooper - Chants
- Reb Beach - Guitare
- Ryan Roxie - Guitare
- Todd Jensen - Basse
- Paul Taylor - Claviers, guitare
- Jimmy DeGrasso - Batterie